# Rue Changarnier
La rue Changarnier est une voie située dans le quartier de Bel-Air du 12e arrondissement de Paris.

## Situation et accès
La rue Changarnier est accessible à proximité par la ligne de métro 1 à la station Porte de Vincennes.

## Origine du nom
La rue porte le nom du général Nicolas Anne Théodule Changarnier (1793-1877), en raison de l'Exposition coloniale internationale (1931) qui avait eu lieu dans le bois de Vincennes et de l'ouverture du palais de la Porte Dorée.

## Historique
La rue a été ouverte et a pris sa dénomination actuelle en 1932 sur l'emplacement du bastion no 9 de l'enceinte de Thiers. Elle fut créée afin de compléter le programme d'habitations à bon marché (HBM) initié au début des années 1920 par la Ville de Paris, afin de répondre à l'expansion démographique de la capitale.
La voie était incluse dans la ZAC Porte-de-Vincennes.

## Bâtiments remarquables et lieux de mémoire
- No 4 : dernière résidence du résistant Fernand Musnik avant sa déportation à Auschwitz.